# Viatcheslav Malafeïev
Viatcheslav Aleksandrovitch Malafeïev (en russe : Вячесла́в Алекса́ндрович Малафе́ев), né le 4 mars 1979 à Léningrad (Union soviétique), est un footballeur russe au poste de gardien de but. Il a effectué toute sa carrière au Zénith Saint-Pétersbourg.

## Biographie
Malafeïev a été formé au club phare de Saint-Pétersbourg, le Zénith Saint-Pétersbourg, l'unique club dont il ait porté les couleurs.
Entre 2003 et 2012, il a joué 29 matchs avec l'équipe de Russie, souffrant d'une forte concurrence avec les deux autres gardiens internationaux russes, Akinfeev et Ovchinnikov.
En 2008, il remporte la Coupe de l'UEFA.
Le jeudi 17 mars 2011, la femme de Viatcheslav Malafeïev, Marina Malafeyeva, 36 ans, est tuée sur le coup dans l'accident de sa voiture dont elle aurait perdu le contrôle, heurtant à grande vitesse un panneau publicitaire et terminant sa course sur le toit, selon le club et les médias locaux. La jeune femme, une ancienne hôtesse de l'air, mère de deux enfants, rentrait chez elle d'une soirée peu après 05H00 du matin, selon la presse locale. Son passager, le chanteur d'un groupe musical local, a été hospitalisé dans un état critique.
Le 27 août 2012, il décide de mettre un terme à sa carrière internationale afin de consacrer plus de temps à ses enfants qu'il élève seul à la suite du décès de son épouse. Il met fin à sa carrière à la fin de la saison 2015-2016.
Il est actuellement chargé de trouver du logement aux nouveaux arrivants du Zénith, le vieux gardien de but voulant d'ailleurs rendre service à son club en travaillant dans l'immobilier.

## Statistiques
| Saison                | Club                     | Championnat           | Championnat | Championnat | Coupe(s) nationale(s) | Coupe(s) nationale(s) | Compétition(s) continentale(s) | Compétition(s) continentale(s) | Compétition(s) continentale(s) | Total | Total |
| Saison                | Club                     | Division              | M.          | B.          | M.                    | B.                    | Comp.                          | M.                             | B.                             | M.    | B.    |
| 1999                  | Zénith Saint-Pétersbourg | D1                    | 8           | 0           | -                     | -                     | -                              | -                              | -                              | 8     | 0     |
| 2000                  | Zénith Saint-Pétersbourg | D1                    | 12          | 0           | -                     | -                     | CI                             | 5                              | 0                              | 17    | 0     |
| 2001                  | Zénith Saint-Pétersbourg | D1                    | 28          | 0           | 2                     | 0                     | -                              | -                              | -                              | 30    | 0     |
| 2002                  | Zénith Saint-Pétersbourg | D1                    | 29          | 0           | 5                     | 0                     | C3                             | 3                              | 0                              | 37    | 0     |
| 2003                  | Zénith Saint-Pétersbourg | D1                    | 27          | 0           | 5                     | 0                     | -                              | -                              | -                              | 32    | 0     |
| 2004                  | Zénith Saint-Pétersbourg | D1                    | 19          | 0           | -                     | -                     | C3                             | 7                              | 0                              | 26    | 0     |
| 2005                  | Zénith Saint-Pétersbourg | D1                    | 11          | 0           | 6                     | 0                     | -                              | -                              | -                              | 17    | 0     |
| 2006                  | Zénith Saint-Pétersbourg | D1                    | 26          | 0           | 5                     | 0                     | C3                             | 5                              | 0                              | 36    | 0     |
| 2007                  | Zénith Saint-Pétersbourg | D1                    | 19          | 0           | 5                     | 0                     | C3                             | 2                              | 0                              | 26    | 0     |
| 2008                  | Zénith Saint-Pétersbourg | D1                    | 30          | 0           | 2                     | 0                     | C3+SC+C1                       | 9+1+6                          | 0                              | 48    | 0     |
| 2009                  | Zénith Saint-Pétersbourg | D1                    | 28          | 0           | 1                     | 0                     | C3+C3                          | 4+1                            | 0                              | 34    | 0     |
| 2010                  | Zénith Saint-Pétersbourg | D1                    | 21          | 0           | 2                     | 0                     | C1+C3                          | 4+4                            | 0                              | 31    | 0     |
| 2011-2012             | Zénith Saint-Pétersbourg | D1                    | 41          | 0           | 3                     | 0                     | C3+C1                          | 3+7                            | 0                              | 54    | 0     |
| 2012-2013             | Zénith Saint-Pétersbourg | D1                    | 26          | 0           | 5                     | 0                     | C1+C3                          | 6+3                            | 0                              | 40    | 0     |
| 2013-2014             | Zénith Saint-Pétersbourg | D1                    | 1           | 0           | -                     | -                     | C1                             | 1                              | 0                              | 2     | 0     |
| 2014-2015             | Zénith Saint-Pétersbourg | D1                    | 2           | 0           | 2                     | 0                     | -                              | -                              | -                              | 4     | 0     |
| Total sur la carrière | Total sur la carrière    | Total sur la carrière | 328         | 0           | 43                    | 0                     | -                              | 71                             | 0                              | 442   | 0     |

## Palmarès
- Vainqueur du Championnat de Russie de football en 2007, 2010, 2012 et 2015
- Vainqueur de la Coupe de l'UEFA en 2008
- Vainqueur de la Supercoupe de Russie en 2008 et 2011
- Vainqueur de la Coupe de Russie en 1999 et 2010
- Vainqueur de la Coupe de la Ligue en 2003
- Finaliste de la Coupe Intertoto en 2000
- 2 fois désigné comme meilleur gardien du championnat Russe en 2003 puis 2007[1]
- 29 sélections avec l'équipe de Russie depuis l'année 2003